# Xysticus canadensis
Xysticus canadensis là một loài nhện trong họ Thomisidae.
Loài này thuộc chi Xysticus. Xysticus canadensis được Willis J. Gertsch miêu tả năm 1934. Loài nhện này sinh sống ở Nga, Hoa Kỳ và Canada.